# Конный спорт на летних Олимпийских играх 2024 — квалификация
В соревнованиях по конному спорту на летних Олимпийских играх 2024 примут участие 200 спортсменов, которые будут соревноваться в трех дисциплинах: 75 в конкуре, 65 в троеборье и 60 в выездке.

## Правила квалификации
В каждой дисциплине будут разыграны медали в личных и командных соревнованиях. Каждый НОК, квалифицировавшийся в командные соревнования, также получает три квоты на участие в личных соревнованиях в этой дисциплине. Команды, не прошедшие квалификацию, могут заработать одно индивидуальное место в выездке и конкуре и до двух индивидуальных мест в троеборье. Команды проходят квалификацию через конкретные соревнования (Всемирные игры по конному спорту и континентальные турниры в олимпийских группах), в то время как индивидуальные квоты будут распределены по результатам олимпийского рейтинга Международной федерации конного спорта на 31 декабря 2023 года. Принимающая страна Франция получает квалификационные места в командные соревнования во всех дисциплинах.
Олимпийские группы FEI основаны на 7 географических регионах:
- А — Северо-Западная Европа
- В — Юго-Западная Европа
- С — Центральная и Восточная Европа, Центральная Азия
- D — Северная Америка
- Е — Центральная и Южная Америка
- F — Африка и Ближний Восток
- G — Юго-Восточная Азия, Океания

## Квалифицированные страны
| Страна                   | Индивидуальные | Индивидуальные | Индивидуальные | Командные | Командные | Командные | Всего |
| Страна                   | Выездка        | Троеборье      | Конкур         | Выездка   | Троеборье | Конкур    | Всего |
| ------------------------ | -------------- | -------------- | -------------- | --------- | --------- | --------- | ----- |
| Австралия                | 3              | 3              | 3              | Yes       | Yes       | Yes       | 9     |
| Австрия                  | 3              | 2              | 3              | Yes       |           | Yes       | 8     |
| Аргентина                |                |                | 1              |           |           |           | 1     |
| Бельгия                  | 3              | 3              | 3              | Yes       | Yes       | Yes       | 9     |
| Бразилия                 | 1              | 3              | 3              |           | Yes       | Yes       | 7     |
| Великобритания           | 3              | 3              | 3              | Yes       | Yes       | Yes       | 9     |
| Венгрия                  |                | 1              |                |           |           |           | 1     |
| Венесуэла                | 1              |                | 1              |           |           |           | 2     |
| Германия                 | 3              | 3              | 3              | Yes       | Yes       | Yes       | 9     |
| Греция                   |                |                | 1              |           |           |           | 1     |
| Дания                    | 3              | 1              | 1              | Yes       |           |           | 5     |
| Доминиканская Республика | 1              |                |                |           |           |           | 1     |
| Египет                   |                |                | 1              |           |           |           | 1     |
| Израиль                  |                |                | 3              |           |           | Yes       | 3     |
| Индия                    | 1              |                |                |           |           |           | 1     |
| Ирландия                 | 1              | 3              | 3              |           | Yes       | Yes       | 7     |
| Испания                  | 3              | 2              | 3              | Yes       |           | Yes       | 8     |
| Италия                   |                | 3              | 1              |           | Yes       |           | 4     |
| Канада                   | 3              | 3              | 3              | Yes       | Yes       | Yes       | 9     |
| Китай                    |                | 2              |                |           |           |           | 2     |
| Колумбия                 |                |                | 1              |           |           |           | 1     |
| Республика Корея         | 1              |                |                |           |           |           | 1     |
| Латвия                   |                |                | 1              |           |           |           | 1     |
| Литва                    | 1              |                | 1              |           |           |           | 2     |
| Люксембург               | 1              |                |                |           |           |           | 1     |
| Марокко                  | 1              | 1              |                |           |           |           | 2     |
| Мексика                  |                |                | 3              |           |           | Yes       | 3     |
| Молдова                  | 1              |                |                |           |           |           | 1     |
| Нидерланды               | 3              | 3              | 3              | Yes       | Yes       | Yes       | 9     |
| Новая Зеландия           | 1              | 3              |                |           | Yes       |           | 4     |
| Норвегия                 | 1              |                | 1              |           |           |           | 2     |
| ОАЭ                      |                |                | 3              |           |           | Yes       | 3     |
| Польша                   | 3              | 3              | 3              | Yes       | Yes       | Yes       | 9     |
| Португалия               | 3              | 1              | 1              | Yes       |           |           | 5     |
| Саудовская Аравия        |                |                | 3              |           |           | Yes       | 3     |
| Сингапур                 | 1              |                |                |           |           |           | 1     |
| Сирия                    |                |                | 1              |           |           |           | 1     |
| США                      | 3              | 3              | 3              | Yes       | Yes       | Yes       | 9     |
| Таиланд                  |                |                | 1              |           |           |           | 1     |
| Финляндия                | 3              | 2              |                | Yes       |           |           | 5     |
| Франция                  | 3              | 3              | 3              | Yes       | Yes       | Yes       | 9     |
| Чехия                    |                | 2              |                |           |           |           | 2     |
| Чили                     |                |                | 1              |           |           |           | 1     |
| Швеция                   | 3              | 3              | 3              | Yes       | Yes       | Yes       | 9     |
| Швейцария                | 1              | 3              | 3              |           | Yes       | Yes       | 7     |
| Эквадор                  | 1              | 2              |                |           |           |           | 3     |
| Эстония                  |                |                | 1              |           |           |           | 1     |
| ЮАР                      |                | 1              |                |           |           |           | 1     |
| Япония                   |                | 3              | 3              |           | Yes       | Yes       | 6     |
| ИТОГО: 49 НОК            | 60             | 65             | 75             | 15        | 16        | 20        | 200   |

## Выездка
В выездке примут участие 60 конников в личных соревнованиях и 15 команд.

### Квалификационные соревнования
| Соревнование                                            | Период                  | Место проведения |
| ------------------------------------------------------- | ----------------------- | ---------------- |
| Чемпионат мира FEI 2022                                 | 6 — 14 августа 2022     | Хернинг          |
| Олимпийская квалификация группы G (Чемпионат мира 2022) | 6 — 14 августа 2022     | Хернинг          |
| Олимпийская квалификация группы C                       | 7 — 11 июня 2023        | Пилисьясфалу     |
| Чемпионат Европы по выездке 2023 (группы A и B)         | 4 — 10 сентября 2023    | Хёрстель         |
| Панамериканские игры 2023 (группы D и E)                | 22 — 25 октября 2023    | Сантьяго         |
| Олимпийская квалификация группы F                       | Перераспределение квоты | —                |

### Квалифицированные спортсмены

#### Командная выездка
| Способ отбора                                              | Квот | Страны         | Квоту завоевали                                                                          | Заявленные спортсмены                                                  |
| ---------------------------------------------------------- | ---- | -------------- | ---------------------------------------------------------------------------------------- | ---------------------------------------------------------------------- |
| Принимающая страна                                         | 1    | Франция        | —                                                                                        | Александр Айяш Полин Баскен Корантен Потье                             |
| Чемпионат мира FEI 2022                                    | 6    | Дания          | Нанна Мерральд Расмуссен Карина Кассе Крут Даниэль Бахманн Андерсен Катрин Лаудруп-Дюфур | Нанна Мерральд Расмуссен Даниэль Бахманн Андерсен Катрин Лаудруп-Дюфур |
| Чемпионат мира FEI 2022                                    | 6    | Великобритания | Ричард Дэвисон Гарет Хьюз Шарлотта Дюжарден Шарлотта Фрай                                | Шарлотта Дюжарден Шарлотта Фрай Карл Хестер                            |
| Чемпионат мира FEI 2022                                    | 6    | Германия       | Ингрид Климке Беньямин Верндль Изабель Верт Фредерик Вандрес                             | Джессика фон Бредов-Верндль Изабель Верт Фредерик Вандрес              |
| Чемпионат мира FEI 2022                                    | 6    | Швеция         | Йеанна Хёгберг Юлиетте Рамель Тереза Нильсхаген Патрик Киттель                           | Юлиетте Рамель Тереза Нильсхаген Патрик Киттель                        |
| Чемпионат мира FEI 2022                                    | 6    | Нидерланды     | Тамар Звейстра Марике ван дер Пюттен Динья ван Лире Эммели Схольтенс                     | Ханс-Петер Миндерхауд Динья ван Лире Эммели Схольтенс                  |
| Чемпионат мира FEI 2022                                    | 6    | США            | Кати Дюэрхаммер Эшли Хольцер Стеффен Петерс Адриенна Лайл                                | Стеффен Петерс Адриенна Лайл Маркус Орлоб                              |
| Олимпийская квалификация группы G (Чемпионат мира 2022)    | 1    | Австралия      | Джейден Браун Мэри Ханна Линдел Оатли Саймон Пирс                                        | Джейден Браун Уильям Мэттью Саймон Пирс                                |
| Олимпийская квалификация группы C                          | 1    | Польша         | Жанета Сковронска-Козубик Матеуш Цихон Магдалена Юра Марта Соберайска                    | Александра Шульц Катаржина Мильчарек Сандра Сысоева                    |
| Чемпионат Европы по выездке 2023 (группы A и B)            | 3    | Австрия        | Кристиан Шумах Флориан Башер Виктория Макс-Тойрер Штефан Лефельнер                       | Флориан Башер Виктория Макс-Тойрер Штефан Лефельнер                    |
| Чемпионат Европы по выездке 2023 (группы A и B)            | 3    | Бельгия        | Домин Михилс Шарлотта Дефальк Флора де Вин Ларисса Паулёйс                               | Домин Михилс Флора де Вин Ларисса Паулёйс                              |
| Чемпионат Европы по выездке 2023 (группы A и B)            | 3    | Испания        | Северо Хурадо Лопес Алехандро Санчес дель Барко Хосе Даниэль Мартин Хуан Антонио Хименес | Клаудио Кастилья Руис Хуан Антонио Хименес Борха Карраскоса            |
| Панамериканские игры 2023 (группы D и E)                   | 2    | Бразилия 1     | Пауло Сезар дос Сантос Мануэл Альмейда Рендерсон Силва Жоао Олива                        | —                                                                      |
| Панамериканские игры 2023 (группы D и E)                   | 2    | Канада         | Беатрис Буше Камилла Карье-Бержерон Матильда Бле Тетро Наима Морейра-Лалиберте           | Камилла Карье-Бержерон Наима Морейра-Лалиберте Крис фон Мартельс       |
| Олимпийская квалификация группы F (Перераспределение квот) | 1    | Португалия     | —                                                                                        | Мария Каэтано Рита Ралано Дуарте Антониу ду Вале                       |
| Олимпийская квалификация группы F (Перераспределение квот) | 2    | Финляндия      | —                                                                                        | Эмма Канерва Йоанна Робинсон Хенри Руосте                              |
| Всего                                                      | 15   |                |                                                                                          |                                                                        |

#### Личная выездка
| Способ отбора                                               | Квот | Страны                   | Квоту завоевали                                            | Заявленные спортсмены |
| ----------------------------------------------------------- | ---- | ------------------------ | ---------------------------------------------------------- | --------------------- |
| Участники командных соревнований                            | 45   | Франция                  | по 3 спортсмена из НОК - участников командных соревнований | См. выше              |
| Участники командных соревнований                            | 45   | Дания                    | по 3 спортсмена из НОК - участников командных соревнований | См. выше              |
| Участники командных соревнований                            | 45   | Великобритания           | по 3 спортсмена из НОК - участников командных соревнований | См. выше              |
| Участники командных соревнований                            | 45   | Германия                 | по 3 спортсмена из НОК - участников командных соревнований | См. выше              |
| Участники командных соревнований                            | 45   | Швеция                   | по 3 спортсмена из НОК - участников командных соревнований | См. выше              |
| Участники командных соревнований                            | 45   | Нидерланды               | по 3 спортсмена из НОК - участников командных соревнований | См. выше              |
| Участники командных соревнований                            | 45   | США                      | по 3 спортсмена из НОК - участников командных соревнований | См. выше              |
| Участники командных соревнований                            | 45   | Австрия                  | по 3 спортсмена из НОК - участников командных соревнований | См. выше              |
| Участники командных соревнований                            | 45   | Бельгия                  | по 3 спортсмена из НОК - участников командных соревнований | См. выше              |
| Участники командных соревнований                            | 45   | Испания                  | по 3 спортсмена из НОК - участников командных соревнований | См. выше              |
| Участники командных соревнований                            | 45   | Польша                   | по 3 спортсмена из НОК - участников командных соревнований | См. выше              |
| Участники командных соревнований                            | 45   | Австралия                | по 3 спортсмена из НОК - участников командных соревнований | См. выше              |
| Участники командных соревнований                            | 45   | Канада                   | по 3 спортсмена из НОК - участников командных соревнований | См. выше              |
| Участники командных соревнований                            | 45   | Португалия               | по 3 спортсмена из НОК - участников командных соревнований | См. выше              |
| Участники командных соревнований                            | 45   | Финляндия                | по 3 спортсмена из НОК - участников командных соревнований | См. выше              |
| Панамериканские игры 2023 (группы D и E)                    | 2    | Эквадор                  | Хулио Мендоса Лоор                                         | Хулио Мендоса Лоор    |
| Панамериканские игры 2023 (группы D и E)                    | 2    | Бразилия 1               | Жоао Олива                                                 | Жоао Олива            |
| Олимпийский рейтинг на 31.12.2023                           |      |                          |                                                            |                       |
| Группа A (Северо-Западная Европа)                           | 1    | Норвегия                 | —                                                          | Исабел Фриз           |
| Группа A (Северо-Западная Европа)                           | 2    | Ирландия                 | —                                                          | Абигейл Лайл          |
| Группа B (Юго-Западная Европа)                              | 1    | Люксембург               | —                                                          | Николас Вагнер        |
| Группа B (Юго-Западная Европа)                              | 2    | Швейцария                | —                                                          | Андрина Сутер         |
| Группа C (Центральная и Восточная Европа, Центральная Азия) | 1    | Литва                    | —                                                          | Иустина Ванагайте     |
| Группа C (Центральная и Восточная Европа, Центральная Азия) | 2    | Молдова                  | —                                                          | Алиса Глинка          |
| Группы D и E (Америка)                                      | 1    | Доминиканская Республика | —                                                          | Ивонн Лосос де Муньос |
| Группы D и E (Америка)                                      | 2    | Венесуэла                | —                                                          | Патрисия Феррандо     |
| Группа F (Африка и Ближний Восток)                          | 1    | Марокко                  | —                                                          | Йессин Рахмуни        |
| Группа F (Африка и Ближний Восток)                          | 2    | Государство Палестина    | —                                                          | —                     |
| Группа G (Юго-Восточная Азия, Океания)                      | 1    | Новая Зеландия           | —                                                          | Мелисса Галлоуэй      |
| Группа G (Юго-Восточная Азия, Океания)                      | 2    | Сингапур                 | —                                                          | Каролина Чу           |
| Дополнительные места                                        | 1    | Индия                    | —                                                          | Ануш Агарвалла        |
| Дополнительные места                                        | 2    | Республика Корея         | —                                                          | Хван Ён Cик           |
| Всего                                                       | 60   |                          |                                                            |                       |

↑  – Бразилия изначально квалифицировалась в командные соревнования, но не смогла предоставить сертификат соответствия требованиям НОК к 31 декабря 2023 года. В результате командная квота Бразилии была перераспределена в пользу следующей по рейтингу команды, а Бразилия получила одно индивидуальное место через Панамериканские игры 2023 года.

## Троеборье
В троеборье примут участие 65 конников в личных соревнованиях и 16 команд.

### Квалификационные соревнования
| Соревнование                                      | Период                   | Место проведения |
| ------------------------------------------------- | ------------------------ | ---------------- |
| Чемпионат мира по троеборью 2022                  | 15 — 18 сентября 2022    | Рокка-ди-Папа    |
| Кубок наций по троеборью 2023                     | 9 марта — 8 октября 2023 |                  |
| Олимпийская квалификация группы C                 | 18 — 21 мая 2023         | Баборувко        |
| Олимпийская квалификация групп F и G              | 1 — 4 июня 2023          | Милстрит         |
| Чемпионат Европы по троеборью 2023 (группы A и B) | 9 — 13 августа 2023      | Ле-Пен-о-Ара     |
| Панамериканские игры 2023 (группы D и E)          | 27 — 29 октября 2023     | Сантьяго         |

### Квалифицированные спортсмены

#### Командное троеборье
| Способ отбора                                     | Квот | Страны         | Квоту завоевали                                                     | Заявленные спортсмены                                            |
| ------------------------------------------------- | ---- | -------------- | ------------------------------------------------------------------- | ---------------------------------------------------------------- |
| Принимающая страна                                | 1    | Франция        | —                                                                   | Карим Лагуа Стефан Ландуа Никола Тузен                           |
| Чемпионат мира по троеборью 2022                  | 7    | Германия       | Юлия Краевски Михаэль Юнг Кристоф Валер Сандра Ауффарт              | Михаэль Юнг Кристоф Валер Юлия Краевски                          |
| Чемпионат мира по троеборью 2022                  | 7    | США            | Уильям Коулмен Тами Смит Лорин Ничольсон Бойд Мартин                | Элизабет Холлидей Бойд Мартин Каролина Памуку                    |
| Чемпионат мира по троеборью 2022                  | 7    | Новая Зеландия | Тим Прайс Джонелл Прайс Моника Спенсер Кларк Джонстон               | Тим Прайс Джонелл Прайс Кларк Джонстон                           |
| Чемпионат мира по троеборью 2022                  | 7    | Великобритания | Розалинда Кантер Том Макъюэн Оливер Тауненд Лора Коллетт            | Розалинд Кантер Том Макъюэн Лора Коллетт                         |
| Чемпионат мира по троеборью 2022                  | 7    | Ирландия       | Остин О’Коннор Сюзанна Берри Педрейг Маккарти Сэм Уотсон            | Остин О’Коннор Сюзанна Берри Сара Эннис Ифе Кларк                |
| Чемпионат мира по троеборью 2022                  | 7    | Швеция         | Фрида Андерсен Аминда Ингульфсон София Шоборг Малин Йозефссон       | Фрида Андерсен Луиз Ромейке София Шоборг                         |
| Чемпионат мира по троеборью 2022                  | 7    | Швейцария      | Феликс Фогг Робин Годель Мелоди Йохнер Надя Миндер                  | Феликс Фогг Робин Годель Мелоди Йохнер                           |
| Кубок наций по троеборью 2023                     | 1    | Италия         | Умберто Рива Паоло Торлонья Джованни Уголотти Эвелина Бертоли       | Джованни Уголотти Эвелина Бертоли Эмилиано Портале Пьетро Сандеи |
| Олимпийская квалификация группы C                 | 1    | Польша         | Ян Каминский Малгожата Корицка Павел Варшавский Виктория Кнап       | Малгожата Корицка Ян Каминский Роберт Повала Виктория Кнап       |
| Олимпийская квалификация групп F и G              | 2    | Австралия      | Шинеа Лоуингс Кевин Макнаб Шейн Роуз Эндрю Хой                      | Кевин Макнаб Шейн Роуз Крис Бёртон Шинеа Лоуингс                 |
| Олимпийская квалификация групп F и G              | 2    | Китай          | Алекс Хуа Тянь Сунь Хуадун Бао Инфэн Лян Жуйцзи                     | —                                                                |
| Олимпийская квалификация групп F и G              | 2    | Япония         | Казума Томото Рюдзо Китадзима Ёсиаки Оива Тоcиюки Танака            | Кадзума Томото Рюдзо Китадзима Ёсиаки Оива Тоcиюки Танака        |
| Чемпионат Европы по троеборью 2023 (группы A и B) | 2    | Бельгия        | Сирил Гаврилович Лара де Лидекерке-Мейер Ярно Вервимп Карин Донкерс | Лара де Лидекерке-Мейер Карин Донкерс Тине Магнус                |
| Чемпионат Европы по троеборью 2023 (группы A и B) | 2    | Нидерланды     | Эндрю Хеффернан Яннеке Боонзайер Санне де Йонг Мерел Блом-Хулсман   | Яннеке Бонзайер Санне де Йонг Раф Кореманс                       |
| Панамериканские игры 2023 (группы D и E)          | 2    | Канада         | Линдей Треснел Карл Слезак Майкл Уинтер Колин Лоач                  | Карл Слезак Майкл Уинтер Джессика Феникс                         |
| Панамериканские игры 2023 (группы D и E)          | 2    | Бразилия       | Марсио Жорже Рафаэль Лозано Карлос Паро Руй Фонсека                 | Марсио Жорже Рафаэль Лозано Карлос Паро Руй Фонсека              |
| Всего                                             | 16   |                |                                                                     |                                                                  |

#### Личное троеборье
| Способ отбора                                               | Квот | Страны         | Квоту завоевали                                            | Заявленные спортсмены |
| ----------------------------------------------------------- | ---- | -------------- | ---------------------------------------------------------- | --------------------- |
| Участники командных соревнований                            | 48   | Франция        | по 3 спортсмена из НОК - участников командных соревнований | См. выше              |
| Участники командных соревнований                            | 48   | Германия       | по 3 спортсмена из НОК - участников командных соревнований | См. выше              |
| Участники командных соревнований                            | 48   | США            | по 3 спортсмена из НОК - участников командных соревнований | См. выше              |
| Участники командных соревнований                            | 48   | Новая Зеландия | по 3 спортсмена из НОК - участников командных соревнований | См. выше              |
| Участники командных соревнований                            | 48   | Великобритания | по 3 спортсмена из НОК - участников командных соревнований | См. выше              |
| Участники командных соревнований                            | 48   | Ирландия       | по 3 спортсмена из НОК - участников командных соревнований | См. выше              |
| Участники командных соревнований                            | 48   | Швеция         | по 3 спортсмена из НОК - участников командных соревнований | См. выше              |
| Участники командных соревнований                            | 48   | Швейцария      | по 3 спортсмена из НОК - участников командных соревнований | См. выше              |
| Участники командных соревнований                            | 48   | Бельгия        | по 3 спортсмена из НОК - участников командных соревнований | См. выше              |
| Участники командных соревнований                            | 48   | Нидерланды     | по 3 спортсмена из НОК - участников командных соревнований | См. выше              |
| Участники командных соревнований                            | 48   | Польша         | по 3 спортсмена из НОК - участников командных соревнований | См. выше              |
| Участники командных соревнований                            | 48   | Австралия      | по 3 спортсмена из НОК - участников командных соревнований | См. выше              |
| Участники командных соревнований                            | 48   | Китай          | по 3 спортсмена из НОК - участников командных соревнований | См. выше              |
| Участники командных соревнований                            | 48   | Италия         | по 3 спортсмена из НОК - участников командных соревнований | См. выше              |
| Участники командных соревнований                            | 48   | Канада         | по 3 спортсмена из НОК - участников командных соревнований | См. выше              |
| Участники командных соревнований                            | 48   | Бразилия       |                                                            |                       |
| Олимпийский рейтинг на 31.12.2023                           |      |                |                                                            |                       |
| Группа A (Северо-Западная Европа)                           | 1    | Дания          | —                                                          | Петер Фларуп          |
| Группа A (Северо-Западная Европа)                           | 2    | Финляндия      | —                                                          | Санна Силтакорпи      |
| Группа B (Юго-Западная Европа)                              | 1    | Испания        | —                                                          | Эстебан Бенитес       |
| Группа B (Юго-Западная Европа)                              | 2    | Австрия        | —                                                          |                       |
| Группа C (Центральная и Восточная Европа, Центральная Азия) |      | Литва          | —                                                          | —                     |
| Группа C (Центральная и Восточная Европа, Центральная Азия) | 1    | Венгрия        | —                                                          | Балаш Кайзингер       |
| Группа C (Центральная и Восточная Европа, Центральная Азия) | 2    | Чехия          | —                                                          | Мирослав Трунда       |
| Группы D и E (Америка)                                      |      | Аргентина      | —                                                          | —                     |
| Группы D и E (Америка)                                      |      | Чили           | —                                                          | —                     |
| Группы D и E (Америка)                                      | 1    | Эквадор        | —                                                          | Николас Веттштейн     |
| Группы D и E (Америка)                                      | 2    | Эквадор        | —                                                          | Рональд Сабала        |
| Группа F (Африка и Ближний Восток)                          | 1    | ЮАР            | —                                                          | Александр Петернелл   |
| Группа F (Африка и Ближний Восток)                          | 2    | Марокко        | —                                                          | Нур Слауи             |
| Группа G (Юго-Восточная Азия, Океания)                      | 1    | Китай          | —                                                          | Алекс Хуа Тянь        |
| Группа G (Юго-Восточная Азия, Океания)                      | 2    | Китай          | —                                                          | Сунь Хуадун           |
| Дополнительные места                                        | 1    | Испания        | —                                                          | Карлос Диас           |
| Дополнительные места                                        | 2    | Финляндия      | —                                                          | Веэра Маннинен        |
| Дополнительные места                                        | 3    | Чехия          | —                                                          | Мирослав Пржигода     |
| Дополнительные места                                        | 4    | Португалия     | —                                                          | Мануэль Граве         |
| Дополнительные места                                        | 5    | Австрия        | —                                                          | Харальд Амброс        |
| Всего                                                       | 65   |                |                                                            |                       |

## Конкур
В конкуре примут участие 75 конников в личных соревнованиях и 20 команд.

### Квалификационные соревнования
| Соревнование                                    | Период                       | Место проведения |
| ----------------------------------------------- | ---------------------------- | ---------------- |
| Чемпионат мира FEI 2022                         | 10 — 14 августа 2022         | Хернинг          |
| Финал Кубка наций по конкуру 2022               | 29 сентября — 2 октября 2022 | Барселона        |
| Олимпийская квалификация группы F               | 27 февраля — 1 марта 2023    | Доха             |
| Олимпийская квалификация группы G               | 18 июля 2023                 | Валкенсвард      |
| Олимпийская квалификация группы C               | 27 — 30 июля 2023            | Прага            |
| Чемпионат Европы по конкуру 2023 (группы A и B) | 29 августа — 3 сентября 2023 | Милан            |
| Финал Кубка наций по конкуру 2023               | 28 сентября — 1 октября 2023 | Барселона        |
| Панамериканские игры 2023 (группы D и E)        | 31 октября — 3 ноября 2023   | Сантьяго         |

### Квалифицированные спортсмены

#### Командный конкур
| Способ отбора                                   | Квот | Страны            | Квоту завоевали                                                                                      | Заявленные спортсмены                                                 |
| ----------------------------------------------- | ---- | ----------------- | --- | --------------------------------------------------------------------- |
| Принимающая страна                              | 1    | Франция           | — | Симон Делестр Жюльен Эпайяр Оливье Перро                              |
| Чемпионат мира FEI 2022                         | 5    | Швеция            | Хенрик фон Экерманн Малин Барьярд-Юнссон Йенс Фредриксон Педер Фредриксон                            | Хенрик фон Экерманн Рольф-Ёран Бенгтссон Педер Фредриксон             |
| Чемпионат мира FEI 2022                         | 5    | Нидерланды        | Санне Тейссен Майкел ван дер Влётен Юр Врилинг Харри Смолдерс                                        | Майкел ван дер Влётен Ким Эммен Харри Смолдерс                        |
| Чемпионат мира FEI 2022                         | 5    | Великобритания    | Бен Маэр Джозеф Стокдейл Гарри Чарльз Кларк Джонстоун                                                | Бен Маэр Гарри Чарльз Скотт Браш                                      |
| Чемпионат мира FEI 2022                         | 5    | Ирландия          | Денис Линч Бертрам Аллен Киан О’Коннор Даниэль Койл                                                  | Киан О’Коннор Даниэль Койл Шейн Суитнем                               |
| Чемпионат мира FEI 2022                         | 5    | Германия          | Маркус Энинг Яна Варгерс Андре Тьем Кристиан Альманн                                                 | Филипп Вейсгаупт Кристиан Кукук Рихард Фогель                         |
| Финал Кубка наций по конкуру 2022               | 1    | Бельгия           | Кун Верекке Грегори Ватле Жиль Томас Жером Гери                                                      | Жиль Томас Жером Гери Вильм Вермейр                                   |
| Олимпийская квалификация группы F               | 2    | Саудовская Аравия | Абдулла аль-Шарбатли Халед Альмобти Абдулрахман Альраджи Рамзи Аль-Духами                            | Халед Альмобти Абдулрахман Альраджи Рамзи Аль-Духами                  |
| Олимпийская квалификация группы F               | 2    | ОАЭ               | Абдулла Мод аль-Марри Абдулла Умейд аль-Мухаири Мохаммед Ганем аль-Хаири Омар Абдул Азиз аль-Марзуки | Абдулла Мод аль-Марри Омар Абдул Азиз аль-Марзуки Али Хамад аль-Кирби |
| Олимпийская квалификация группы G               | 2    | Австралия         | Лорин Балькомб Крис Бёртон Эдвина Топс-Александер Хиллари Скотт                                      | Тайса Эрвин Эдвина Топс-Александер Хиллари Скотт                      |
| Олимпийская квалификация группы G               | 2    | Япония            | Юко Итакура Тайдзо Сугитани Эйкен Сато Мике Каваи                                                    | Тайдзо Сугитани Эйкен Сато Такаси Сибаяма                             |
| Олимпийская квалификация группы C               | 2    | Израиль           | Эшли Бонд Изабелла Руссекофф Робин Мюр Даниэль Блюман                                                | Эшли Бонд Робин Мюр Даниэль Блюман                                    |
| Олимпийская квалификация группы C               | 2    | Польша            | Адам Гржегоржевский Максимилиан Вехта Пржемыслав Конопацкий Войцех Войцанек                          | Адам Гржегоржевский Максимилиан Вехта Давид Кубяк                     |
| Чемпионат Европы по конкуру 2023 (группы A и B) | 3    | Австрия           | Герфрид Пук Катарина Ромберг Макс Кюнер Алекссандра Райх                                             | Герфрид Пук Катарина Ромберг Макс Кюнер                               |
| Чемпионат Европы по конкуру 2023 (группы A и B) | 3    | Испания           | Армандо Трапоте Мануэль Фернандес Саро Эдуардо Альварас Азнар Серхио Альварес Мойя                   | Эдуардо Альварас Азнар Серхио Альварес Мойя Исмаэль Гарсия Роке       |
| Чемпионат Европы по конкуру 2023 (группы A и B) | 3    | Швейцария         | Стив Герда Бриан Бальзигер Эдуард Шмитц Мартин Фукс                                                  | Стив Герда Пиус Швицер Мартин Фукс                                    |
| Финал Кубка наций по конкуру 2023               | 1    | Бразилия          | Педро Венис Стефан де Фрейташ Барша Лусиана Динис Родриго Пессоа                                     | Стефан де Фрейташ Барша Родриго Пессоа Педро Венис                    |
| Панамериканские игры 2023 (группы D и E)        | 3    | США               | Маклейн Уорд Лора Крот Кент Фаррингтон Карл Кук                                                      | Маклейн Уорд Лора Крот Карл Кук                                       |
| Панамериканские игры 2023 (группы D и E)        | 3    | Канада            | Тиффани Фостер Эми Миллар Бет Андерхилл Марио Делорьер                                               | Эми Миллар Марио Делорьер Эринн Баллар                                |
| Панамериканские игры 2023 (группы D и E)        | 3    | Мексика           | Эухенио Гарса Перес Николас Писарро Федерико Фернандес Хосе Антонио Чедрауи                          | Федерико Фернандес Эухенио Гарса Карлос Ханк                          |
| Всего                                           | 20   |                   | |                                                                       |

#### Личный конкур
| Способ отбора                                               | Квот | Страны            | Квоту завоевали                                            | Заявленные спортсмены                                      |
| ----------------------------------------------------------- | ---- | ----------------- | ---------------------------------------------------------- | ---------------------------------------------------------- |
| Участники командных соревнований                            | 60   | Франция           | по 3 спортсмена из НОК - участников командных соревнований | по 3 спортсмена из НОК - участников командных соревнований |
| Участники командных соревнований                            | 60   | Швеция            | по 3 спортсмена из НОК - участников командных соревнований | по 3 спортсмена из НОК - участников командных соревнований |
| Участники командных соревнований                            | 60   | Нидерланды        | по 3 спортсмена из НОК - участников командных соревнований | по 3 спортсмена из НОК - участников командных соревнований |
| Участники командных соревнований                            | 60   | Великобритания    | по 3 спортсмена из НОК - участников командных соревнований | по 3 спортсмена из НОК - участников командных соревнований |
| Участники командных соревнований                            | 60   | Ирландия          | по 3 спортсмена из НОК - участников командных соревнований | по 3 спортсмена из НОК - участников командных соревнований |
| Участники командных соревнований                            | 60   | Германия          | по 3 спортсмена из НОК - участников командных соревнований | по 3 спортсмена из НОК - участников командных соревнований |
| Участники командных соревнований                            | 60   | Бельгия           | по 3 спортсмена из НОК - участников командных соревнований | по 3 спортсмена из НОК - участников командных соревнований |
| Участники командных соревнований                            | 60   | Австрия           | по 3 спортсмена из НОК - участников командных соревнований | по 3 спортсмена из НОК - участников командных соревнований |
| Участники командных соревнований                            | 60   | Испания           | по 3 спортсмена из НОК - участников командных соревнований | по 3 спортсмена из НОК - участников командных соревнований |
| Участники командных соревнований                            | 60   | Швейцария         | по 3 спортсмена из НОК - участников командных соревнований | по 3 спортсмена из НОК - участников командных соревнований |
| Участники командных соревнований                            | 60   | Израиль           | по 3 спортсмена из НОК - участников командных соревнований | по 3 спортсмена из НОК - участников командных соревнований |
| Участники командных соревнований                            | 60   | Польша            | по 3 спортсмена из НОК - участников командных соревнований | по 3 спортсмена из НОК - участников командных соревнований |
| Участники командных соревнований                            | 60   | Саудовская Аравия | по 3 спортсмена из НОК - участников командных соревнований | по 3 спортсмена из НОК - участников командных соревнований |
| Участники командных соревнований                            | 60   | ОАЭ               | по 3 спортсмена из НОК - участников командных соревнований | по 3 спортсмена из НОК - участников командных соревнований |
| Участники командных соревнований                            | 60   | Австралия         | по 3 спортсмена из НОК - участников командных соревнований | по 3 спортсмена из НОК - участников командных соревнований |
| Участники командных соревнований                            | 60   | Япония            | по 3 спортсмена из НОК - участников командных соревнований | по 3 спортсмена из НОК - участников командных соревнований |
| Участники командных соревнований                            | 60   | Бразилия          | по 3 спортсмена из НОК - участников командных соревнований | по 3 спортсмена из НОК - участников командных соревнований |
| Участники командных соревнований                            | 60   | США               | по 3 спортсмена из НОК - участников командных соревнований | по 3 спортсмена из НОК - участников командных соревнований |
| Участники командных соревнований                            | 60   | Канада            | по 3 спортсмена из НОК - участников командных соревнований | по 3 спортсмена из НОК - участников командных соревнований |
| Участники командных соревнований                            | 60   | Мексика           | по 3 спортсмена из НОК - участников командных соревнований | по 3 спортсмена из НОК - участников командных соревнований |
| Панамериканские игры 2023 (группы D и E)                    | 3    | Колумбия          | Роберто Теран Тафур                                        | Рене Лопес                                                 |
| Панамериканские игры 2023 (группы D и E)                    | 3    | Аргентина         | Хосе Мария Ларокка                                         | Хосе Мария Ларокка                                         |
| Панамериканские игры 2023 (группы D и E)                    | 3    | Чили              | Агустин Коваррубиас                                        | Агустин Коваррубиас                                        |
| Олимпийский рейтинг на 31.12.2023                           |      |                   |                                                            |                                                            |
| Группа A (Северо-Западная Европа)                           | 1    | Дания             | —                                                          | Андреас Шу                                                 |
| Группа A (Северо-Западная Европа)                           | 2    | Норвегия          | —                                                          | Виктория Гулликсен                                         |
| Группа B (Юго-Западная Европа)                              | 1    | Италия            | —                                                          | Эммануэле Камилли                                          |
| Группа B (Юго-Западная Европа)                              | 2    | Португалия        | —                                                          | Дуарте Сеабра                                              |
| Группа C (Центральная и Восточная Европа, Центральная Азия) | 1    | Латвия            | —                                                          | Кристапс Неретниекс                                        |
| Группа C (Центральная и Восточная Европа, Центральная Азия) | 2    | Греция            | —                                                          | Иоли Митилинеу                                             |
| Группы D и E (Америка)                                      | 1    | Венесуэла         | —                                                          | Луис Фернандо Ларрасабаль                                  |
| Группа F (Африка и Ближний Восток)                          | 1    | Египет            | —                                                          | Найель Нассар                                              |
| Группа F (Африка и Ближний Восток)                          | 2    | Сирия             | —                                                          | Амре Хамшо                                                 |
| Группа G (Юго-Восточная Азия, Океания)                      | 1    | Таиланд           | —                                                          | Джанакабхорн Карунаядхадж                                  |
| Группа G (Юго-Восточная Азия, Океания)                      |      | Новая Зеландия    | —                                                          | —                                                          |
| Дополнительные места                                        | 1    | Литва             | —                                                          | Андрюс Петровас                                            |
| Дополнительные места                                        | 2    | Эстония           | —                                                          | Май Реландер                                               |
| Всего                                                       | 75   |                   |                                                            |                                                            |